# Vrtojba
Vrtojba is een plaats in Slovenië en maakt deel uit van de gemeente Šempeter-Vrtojba in de NUTS-3-regio Goriška. De plaats telde 2.598 inwoners op 1 januari 2020.